# Montse Vives
Montserrat Vives i Malondro, más conocida como Montse Vives, fue una guionista de cómic y directora editorial española (Barcelona, 1936-2003).

## Biografía
Aparte de crear sus propias series y continuar otras, Montse Vives fue ayudante de la editora Anna Maria Palé.
A mediados de los años setenta empezó a dirigir revistas de la casa: "Sacarino" (1975), "Super Sacarino" (1975), "Super Lily" (1976), "Gina" (1978) y "Esther" (1981).
Tras la desaparición de Bruguera, dirigió a partir de 1986 las revistas "Bichos" y "Garibolo" de Compañía General de Ediciones y fue luego representante de Forges.

## Obra
| Años | Título                                        | Dibujante                 | Tipo                           | Publicación                          |
| ---- | --------------------------------------------- | ------------------------- | ------------------------------ | ------------------------------------ |
| 1971 | Don Percebe y Basilio, cobradores a domicilio | Arturo Rojas de la Cámara | Serie tras Armando Matías Guiu | El DDT                               |
| 1971 | Maica                                         |                           | Serie                          |                                      |
| 1972 | Heliotropo                                    | Cubero                    | Serie                          |                                      |
| 197- | Plácido Guerra                                | Juan José Carbó           | Serie                          |                                      |
| 19-  | La dinastía de los Rigodón                    | Mingo                     | Serie                          |                                      |
| 197- | Junglito Sánchez                              | Manuel Breá               | Serie                          |                                      |
| 197- | Cucaracho                                     | Jiaser                    | Serie                          |                                      |
| 197- | Tica y sus amigos                             | Jiaser                    | Serie                          |                                      |
| 197- | Angustio Vidal                                | Arturo Rojas de la Cámara | Serie                          |                                      |
| 197- | Camelio Majareto                              | Martz Schmidt             | Serie                          |                                      |
| 1977 | Purita, agencia matrimonial                   | Tran                      | Serie                          | Christie                             |
| 1977 | Constancio Plurilópez                         | Tran                      | Serie con otros guionistas     |                                      |
| 1979 | Deliranta Rococó                              | Martz Schmidt             | Serie                          |                                      |
| 1983 | Leonardo                                      | Jaime Marzal              | Monografía                     | "Cómic Biografías" núm. 4 (Bruguera) |
| 1983 | Giuseppe Verdi                                | Adolfo Usero              | Monografía                     | "Cómic Biografías" núm. 7 (Bruguera) |